# Хэмилтон, Элис
Элис Хэмилтон (англ. Alice Hamilton; 27 февраля 1869, Нью-Йорк, США — 22 сентября 1970, Коннектикут, США) — американский учёный, доктор медицины и общественный деятель. Одна из пионеров в области охраны труда и промышленной токсикологии в частности. Лауреат премии Ласкера и многих других наград; общественный деятель; боролась за мир и права женщин; работала волонтёром в доме для бедных рабочего района.

## Биография

### Семья

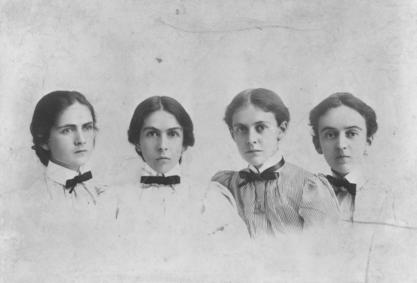
Нора, Алиса, Маргарет и Эдит Гамильтон

Провела детство в Форт-Уэйне, штат Индиана, где с 1823 года жил её дед Ален Гамильтон, ирландский эмигрант. Там в 1828 году он женился на Эмерине Холман, дочери Линча Холмана, судьи Верховного суда штата Индиана. Алиса была второй из четырёх дочерей Монтгомери (1843—1909) и Гертруды Хэмилтонов (1840—1917); три другие дочери — Эдит (1867—1963), Маргарет и Нора. Ален Гамильтон успешно занимался бизнесом и торговлей участками земли.
Отец Алисы учился в Принстонском университете и на юридическом факультете Гарвардского университета; а также в Германии (где и встретил Гертруду Гамильтон, женился в 1866 году). Монтгомери Гамильтон занимался оптовой торговлей продуктами питания в Форт-Вэйне, но потом партнёры по бизнесу разошлись. Это нанесло большой финансовый ущерб (семье), но мать Алисы, Гертруда, продолжала заниматься общественной деятельностью.
Старшая сестра Эдит стала писательницей (писала эссе и романы о жизни в Древней Греции и Риме), стала преподавателем и директором школы. Преподавателем и директором стала и другая сестра — Маргарет (1871—1969). А Нора (1873—1945) стала артисткой. Младший брат Алисы, Артур (1886—1967), стал писателем, профессором испанского языка, и помощником декана по иностранным студентам в университете Иллинойса в Урбане-Шампейне. Он единственный из детей, кто женился (на Мэри (Нил) Гамильтон), но у него не было детей.

### Образование

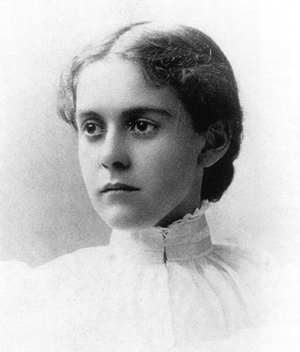
Алиса Гамильтон в 1893 году

Училась Элис сначала дома, потом — в школе мисс Портер в Фармингтоне (Коннектикут), с 1866 по 1888 год. В той же школе учились три её дяди, три кузины и три сестры. Алиса много читала, и впоследствии говорила, что чтение литературы побудило её заниматься медициной: «Прочитав описание Персии в книге Эдмонда О’Донована „Оазис Мери“, я увлеклась, и захотела стать врачом-миссионером в Тегеране. Но я сомневалась, выйдет ли из меня действительно хороший миссионер; а вместо этого можно просто помогать больным людям». Также она надеялась, что занятие медициной поможет получить средства к существованию.
После возвращения в Индиану из школы в Коннектикуте, Алиса изучала анатомию и другие науки, занимаясь с учителем, и через год поступила на Медицинский факультет Мичиганского университета. Через год она окончила обучение, и затем проходила стажировку в госпитале Миннеаполиса для женщин и детей (2 месяца); а также в Госпитале для женщин и детей в Роксбери (9 месяцев). Там она поняла, что не хочет работать практикующим врачом, и вернулась в университет Мичигана в феврале 1895 года для изучения бактериологии под руководством Фредерика Георга Нови. В это же время в ней проснулся интерес к общественной гигиене и санитарии.
С 1895 до 1897 год Алиса Гамильтон (с сестрой Эдит) совершила поездку в Германию, так как хотела изучить бактериологию и патологию. Она (с сестрой, изучавшей классику) была (доброжелательно) принята в университетах во Франкфурте, не принята в Берлине, и встретила некоторую неприязнь в Мюнхене и Лейпциге (училась 1 год). После возвращения в США, она продолжила обучение (1 год) на медицинском факультете университета Джонса Хопкинса, работая там вместе с Саймоном Флекснером (Simon Flexner).

### Творческий путь
В 1897 году Алиса переехала в Чикаго, где стала профессором патологии на женском медицинском факультете Северо-Западного университета. После возвращения в Чикаго, Алиса стала активным волонтёром в Хил Хаусе (Hull House) — дом-поселение в бедном районе. Днём она преподавала в университете, а вечером работала в Хил Хаусе, где и жила с 1897 до 1919 года. Она стала личным врачом основателя поселения Джейн Аддамс, преподавала английский язык и искусство, руководила мужским фехтовальным и спортивным клубами, работала в детской больнице, посещала больных на дому. После того, как в 1919 году Алиса покинула Чикаго (став доцентом Гарвардского университета), она каждый год приезжала в Хил Хаус на несколько месяцев — пока не умерла Джейн Аддамс (в 1935 году).
Живя и работая бок о бок с бедными слоями населения, она увидела то, какие вредные последствия оказывают на рабочих монооксид углерода и свинец. Её интерес к профессиональным заболеваниям и несчастным случаям возрос, и она стала думать — как объединить её работу в области медицины с общественной активностью для улучшения защиты здоровья американских рабочих. Жила в рабочем квартале, видела как люди страдают от несправедливости, бедности, болезней, жестокости полиции.
Когда в 1902 году женская медицинская школа закрылась, Алиса стала работать бактериологом в Институте инфекционных заболеваний («Memorial Institute for Infectious Diseases»). Она продолжила исследования института Пастера и перед началом изучения профессиональных заболеваний исследовала эпидемию тифа в Чикаго. Некоторые из её первых исследований были направлены на изучение причин заболевания тифом и туберкулёзом в Хил Хаусе. Публикация её работы по тифу в 1902 году привела к замене главного санитарного инспектора в Чикагском совете здравоохранения («Chicago Board of Health»).
Промышленная революция, произошедшая в конце XIX века, привела к появлению и широкому распространению случаев воздействия разных опасных и вредных производственных факторов — на большое число работников разных отраслей народного хозяйства; и это сделало медицину труда важной составной частью гигиены. С 1907 года Алиса начала изучать иностранную литературу по медицине труда, и пришла к выводу, что в США этой проблеме уделяют недостаточно внимания. Попытавшись как-то изменить это ненормальное положение, она опубликовала свою первую работу по теме в 1908 году.

### Работа в области медицины
В 1908 году губернатор штата Иллинойс Чарльз Денин назначил А. Гамильтон (в состав) недавно созданной комиссии этого штата по профессиональным заболеваниям («Commission on Occupational Diseases»). Это была одна из первых комиссий такого рода в США. В комиссии, Алиса в первую очередь изучала использовавшиеся в промышленности токсичные вещества, такие как свинец, анилиновые красители, монооксид углерода, ртуть, тетраэтилсвинец, радий, бензол, сероуглерод и сероводород. Её работа, относящаяся к производству белого свинца и оксида свинца, была признана в Бюро трудовой статистики «эталонной». Следующие 10 лет Элис приняла участие в изучении целого ряда связанных с гигиеной труда проблем, как уровня штата, так и уровня всей страны. Созданная Элис лаборатория стала первой в стране, результаты её исследований произвели форменную революцию в гигиене труда. Результаты её работ были научно обоснованы; и они стали основой для изменения системы здравоохранения, требований законодательства и практики его применения в части защиты здоровья рабочих.
В 1910 Гамильтон участвовала во втором международном конгрессе по борьбе с профессиональной патологией. Вместе с ней на конгрессе присутствовал уполномоченный по труду министерства торговли О’Нэйл, который убедился, что в США законодательство в этой области значительно хуже, чем в других странах. Поэтому, по окончании конгресса, он организовал исследование отравлений свинцом. Гамильтон выявила более 70 видов работ, при выполнении которых работники могут подвергаться чрезмерному воздействию свинца (даже тогда, когда это, вроде бы, не должно происходить).
В США были квалифицированные врачи, которые лечили больных профессиональными заболеваниями, но отношение к гигиене труда и риску развития профзаболеваний было пренебрежительным: было широко распространено мнение, что американские заводы лучше европейских, что условия жизни и питание американских рабочих лучше, чем в Европе, и потому описываемые зарубежными авторами профессиональные заболевания — в США практически не существуют. Позднее, регистрация профзаболеваний значительно улучшилась.
После её сообщения о 578 случаях профзаболеваний (отравления свинцом) при выполнении 70 видов работ, в 1911 году в Иллинойсе был принят первый закон в области охраны труда «О компенсации рабочим за профессиональные заболевания».
В 1911 году начала работать в Бюро трудовой статистики в недавно созданном Министерстве труда.
В 1912 году исследование влияния свинца на здоровье по заданию правительства США.
Во время Первой мировой войны, по заданию Армии США, Алиса расследовала причины непонятного заболевания у рабочих на заводе боеприпасов в Нью-Джерси. Ей была собрана группа специалистов, включая профессора Джорджа Майнота, которая установила, что причина — отравление рабочих тротилом. выполнение санитарно-гигиенической рекомендации (использовать спецодежду, которая должна сдаваться в конце смены и обязательно стираться перед повторным использованием) позволило решить проблему. В целом, во время первой мировой войны, она обследовала 41 завод, на которых работало (суммарно) 30 тыс. человек. Было выявлено 2400 случаев профессиональных отравлений, из них 53 со смертельным исходом.
В 1917 году Гамильтон впервые столкнулась с вибрационной болезнью. В конце XIX века для обработки гранита и известняка стал использоваться пневмоинструмент (пневмомолотки с частотой ударов 150 Гц). Это повышало производительность труда — и также пылеобразование тоже. Рабочие сопротивлялись нововведению; работодатели использовали их страх потерять работу — типичная проблема при внедрении технических новинок. Местная вибрация нарушала кровообращение и приводила к другим ухудшениям состояния пальцев, их «омертвению». Алиса не ограничилась своими исследованиями. Узнав, что в военной части в Миссури есть бывшие работники предприятия (обрабатывавшего гранит), она направила запрос туда. Независимое исследование вибрационной болезни проводилось Министерством здравоохранения. Отчёты трёх независимых обследований оказались идентичны. На их основании было рекомендовано изменить конструкцию пневмоинструмента.
Исследования Алисы затрагивали отравления монооксидом углерода в металлургической промышленности; отравления ртутью при производстве шляп; вибрационную болезнь при использовании отбойных молотков. По заданию Министерства труда Алиса изучала случаи профессиональных заболеваний: «омертвение пальцев» на заводе боеприпасов в Бедфорде (Индиана); заболевания при резке известняка; крайне высокую заболеваемость туберкулёзом у резчиков гранита (для надгробий) в Куинси (Массачусетс) и в Барре (Вермонт). Гамильтон также была членом Комитета по научным исследованиям смертности от туберкулеза в пыльных профессиях, чьи усилия «заложили основу для дальнейших исследований и в конечном итоге широкомасштабной реформы в отрасли».
Штат Массачусетс стал одним из первых в США, где попытались ограничить воздействие токсичных веществ на работников, разработав предельно допустимые концентрации (ПДК) для ряда веществ. Но эти первые ПДК оказались неудачными, и Алиса Гамильтон, вместе со специалистами из ACGIH, разработали улучшенные ПДК.
Изучая вредные производсьтвенные факторы, и их воздействие на здоровье работников, Алиса не ограничивалась изучением условий на рабочих местах — но посещала дома рабочих, так как условия жизни тоже сильно влияют на здоровье.

### Борьба за права женщин и за мир
Алиса Гамильтон участвовала в борьбе за права женщин, и в борьбе за мир. В 1915 году она (вместе с Джейн Аддамс и Эмили Грин Балч) поехала в Гаагу, на Международный женский конгресс, где познакомилась с датской пацифисткой, феминисткой и суфражисткой Алеттой Якобс. Сравнительно недавно были обнаружены фотографии, сделанные 24 мая 1915 года в Берлине, на которых запечатлены Алиса Гамильтом, Джейн Аддамс и Алета Якобс на фоне Бранденбургских ворот, где они находились для встречи с представителями правительства. В 1919 году Алиса и Джейн Аддамс ездили в Цюрих. С американским квакером Каролиной Вуд (Carolena M. Wood); Аддамс, Гамильтон и Якобс занимались распределением благотворительной помощи (продовольствия) в Германии, и изучали сообщения о голоде. Хотя Алиса уехала из Чикаго, она каждый год приезжала в Хил Хаус (пока не умерла Джейн Аддамс в 1935 году).
Планирование семьи в то время было очень непопулярным. Но она считала, что нужна замена имевшим место абортам, широко распространённым в Чикаго
Алиса попыталась побудить Католическую церковь прояснить своё отношение к планированию семьи, так как это не чисто богословский вопрос, а очень актуальный вопрос сохранения здоровья женщин. Она считала, что если есть методы контрацепции, которые могут считаться допустимыми Церковью, то Церковь должна информировать прихожан об этом.
Защищая права женщин, Алиса выступила против других «защитников», перешедших границы здравого смысла в отношении равноправия при приёме на вредные виды работ. Она заявила, что хотя в США имеется незначительное количество местных законов, неэффективно защищающих здоровье женщин (работа со свинцом, ночная работа и т. п.), эти законы надо улучшать и расширять, беря пример с европейских стран — а не добиваться их отмены под предлогом борьбы за равноправие: «Сторонники „равноправия“ … плохо представляют себе влияние вредных условий труда на женское здоровье».
Во время холодной войны, Алиса активно выступала против антикоммунистической внешней политики, и против ограничения гражданских прав в США; и против участия США в войне во Вьетнаме (так, что её активность была отмечена ФБР, даже когда её возраст достиг 90 лет).

### В Гарвардской медицинской школе

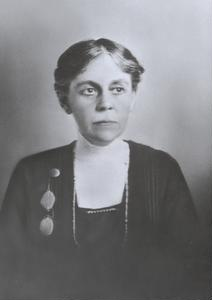
Доктор Алиса Гамильтон в 1919 году в Гарварде.

Когда Медицинской школе Гарварда потребовался специалист по промышленной токсикологии, обратились к Гамильтон, как к одной из наиболее компетентных и известных специалистов по отравлению свинцом и в области медицины труда. Алиса согласилась с заманчивым предложением — но с условием, позволявшим ей иметь достаточно свободного времени для проведения собственных исследований, и работой в Хил Хаусе.
В 1919 году Гамильтон стала помощником профессора, до неё женщин-преподавателей в этой школе не было. Назначение было доброжелательно встречено статьёй в газете «New-York Tribune» с заголовком: «Последняя крепость пала — Женщина возглавила факультет Гарвардского университета». Сама Гамильтон прокомментировала это так: «Да, я первая женщина на Гарвардском факультете — но я не первая, кого (туда) следует назначить!». Алиса столкнулась с дискриминацией, была исключена из общественной жизни и церемоний медицинской школы.
С 1924 до 1930 год Алиса была единственной женщиной Комитета по здравоохранению Лиги наций. В 1935 году Гамильтон покинула Гарвард и стала консультантом одного из правительственных комитетов, но окончательно связи с Гарвардом Элис не разорвала.
Работа по профессиональным заболеваниям проходила в условиях, когда в штате Иллинойс отсутствовало страхование рабочих.
В 1925 году Гамильтон опубликовала учебник по медицине труда («Industrial Hygiene in the United States») — первый в США; а в 1934 году — учебник по промышленной токсикологии («Industrial Toxicology»). На конференции в Вашингтоне по тетраэтилсвинцу в 1925 году, она стала самым выдающимся критиком добавления этого вещества в бензин. В 1933 году, после посещения Германии в апреле, она опубликовала статью в «The New York Times» об эксплуатации молодёжи нацистами между первой и второй мировыми войнами. Также она критиковала систему образования в Третьем Рейхе, особенно домашнее обучение девочек.
После ухода из Гарварда в 1935 году Гамильтон работала медицинским консультантом в отделе трудовых стандартов («Division of Labor Standards»), и сохранила свои связи с Гарвардом как профессор-эмерит.
Одноим из её последних исследований профессиональной заболеваемости стала работа по производству вискозы (1937—1938). В 1944—1949 годах Гамильтон была президентом Национальной лиги потребителей.
В своей работе она сталкивалась с различными проблемами: в Миссури менеджеры запретили рабочим с признаками отравления свинцом попадаться ей на глаза; в Аризоне, во время беспорядков в период первой мировой войны, за ней шпионили; 5 производителей огнетушителей (в которых использовался четырёххлористый углерод) угрожали ей судебным иском.
Область её работы была многогранной: в условиях, когда в США отсутствовало какое-либо общегосударственное законодательство в области охраны труда, она совмещала работу учёного-исследователя, популяризатора-публициста, консультанта и законотворца. Алиса находила возможность работать со всеми заинтересованными сторонами — профсоюзами, работодателями, федеральными и местными властями, специалистами — добиваясь улучшения условий труда.

### Посещение СССР
В 1924 году, по приглашению наркома здравоохранения Н. А. Семашко, Алиса посетила СССР для ознакомления с работами по охране труда. Она посетила предприятия гончарной, электрической, резиновой отраслей промышленности, и старые текстильные фабрики. Ознакомление с работой противотуберкулёзных диспансеров в Москве произвело на неё хорошее впечатление — как положительный опыт, заслуживающий переноса в другие страны. Ей также понравилось отсутствие дискриминации женщин-врачей.
Гамильтон посетила институт охраны труда им. Обуха, который она назвала «первой в мире больницей, специализирующейся на профессиональных заболеваниях». Выступив на конференции института, она рассказала о развитии гигиены труда в Западной Европе и Америке. По её словам, в Европе по сравнению с США эффективность защиты работников законодательством в целом выше — запрещён труд женщин и детей, ограничивается применение ряда соединений свинца и др. В то же время, в США, часть работодателей упорно придерживается принципа обеспечения санитарно-гигиенических мер в отношении мытья рук, чистоты места приёма пищи, переодевания и стирки рабочей одежды — ничего не делая для снижения запылённости и загазованности. Часть работодателей и вовсе старается регулярно полностью заменять работающих в особо вредных условиях.
По данным Гамильтон приезжала в СССР и в 1960-х годах. Она посетила кафедру профессиональных заболеваний ЛГСМИ, и по воспоминаниям В. Артамоновой, дала высокую оценку работам в области вибрационной болезни.

### Последние годы жизни
После ухода на пенсию, Гамильтон жила в доме, купленном ей и сестрой Маргарет в Хэдлайм (Коннектикут). Они продолжили писательскую деятельность — в 1943 году была опубликована её автобиография «Изучение профессий, которые связаны с воздействием вредных производственных факторов»; была переиздана «Промышленная токсикология» (1949). Алиса читала, рисовала, писала, и проводила время среди семьи и друзей. Но она продолжала публиковать свои статьи и в 1960-х, когда ей было более 90 лет.
Алиса Гамильтон умерла 22 сентября 1970 года от инсульта в возрасте 101 года. Тело сожгли в крематории в Хэдлайме.
Алиса Гамильтон активно боролась против использования токсичных веществ в промышленности; и через три месяца после её смерти Конгресс США принял первый в истории этой страны общегосударственный закон об охране труда, обязывающий каждого работодателя обеспечивать рабочим безопасные и гигиеничные условия труда. По мнению руководителя профсоюза американских шахтёров-угольщиков («United Mine Workers»), принятие этого закона, по крайней мере отчасти, было результатом усилий Алисы Гамильтон.
27 февраля 1987 года при участии первого директора Института охраны труда Дональда Миллера Лаборатории охраны труда в Цинциннати было присвоено имя Алисы Гамильтон.
С 2002 г. Институт охраны труда награждает людей, отличившихся в области профилактики профессиональных заболеваний, премией Алисы Гамильтон.

## Награды
- Премия Мэри Вудард-Ласькер за службу общественности.

## Публикации
Книги
- «Industrial Poisons in the United States» (1925)
- «Industrial Toxicology» (1934; переиздание, 1949)
- «Exploring the Dangerous Trades: The Autobiography of Alice Hamilton, M.D.» (1943).

Статьи
- «Hitler Speaks: His Book Reveals the Man», «Atlantic Monthly», апрель 1933
- «The Youth Who Are Hitler’s Strength», «New York Times», 1933
- «A Woman of Ninety Looks at Her World», «Atlantic Monthly», 1961